# Tenuiala crenulata
Tenuiala crenulata är en kvalsterart som beskrevs av Tyler A. Woolley och Harold G. Higgins 1966. Tenuiala crenulata ingår i släktet Tenuiala och familjen Tenuialidae. Inga underarter finns listade i Catalogue of Life.